# شهرستان کراسنوآرمیسکی (استان سامارا)
شهرستان کراسنوآرمیسکی (به لاتین: Krasnoarmeysky District) یک شهرستان در روسیه است که در استان سامارا واقع شده‌است.